# 群馬県立太田高等特別支援学校
群馬県立太田高等特別支援学校（ぐんまけんりつ おおたこうとうとくべつしえんがっこう）は、群馬県太田市にある高等特別支援学校。

## 設置学科
- 高等部
  - 普通科Aコース
  - 普通科Bコース
  - 産業科

## 所在地
- 群馬県太田市藤阿久町12番1号

## 沿革
- 1987年（昭和62年）4月1日 - 開校
- 1987年（昭和62年）11月1日 - 校歌制定
- 1997年（平成9年）4月1日 - 群馬県立太田高等養護学校に校名変更
- 2015年 (平成27年)4月1日 - 群馬県立太田高等特別支援学校に校名変更